# BRDM-1
BRDM-1 (Bronirovannaja Rozvědyvatelno-Dozornaja Mašina) byl sovětský obrněný transportér z padesátých let 20. století. Prototyp stroje byl zhotoven roku 1956, sériová výroba probíhala v letech 1957–1966. Celkem bylo vyrobeno kolem 10 tisíc kusů.
Ve výzbroji ČSLA bylo 124 transportérů, které byly zařazeny u průzkumných útvarů a jednotek tankových i motostřeleckých divizí.

## Verze
- BRDM model 1957 – verze s otevřeným prostorem osádky
- BRDM model 1958 – nejběžnější verze s plně zastřešeným prostorem osádky
- BRDM-U – velitelské stanoviště
- BRDM-RCh – vozidlo radiačního a chemického průzkumu
- 2P27 – odpalovací zařízení PTRK 2K16 Šmel
- 2P32 / 2P32M – odpalovací zařízení PTRK 2K8 Falanga/2K8 Falanga-M

## Uživatelé

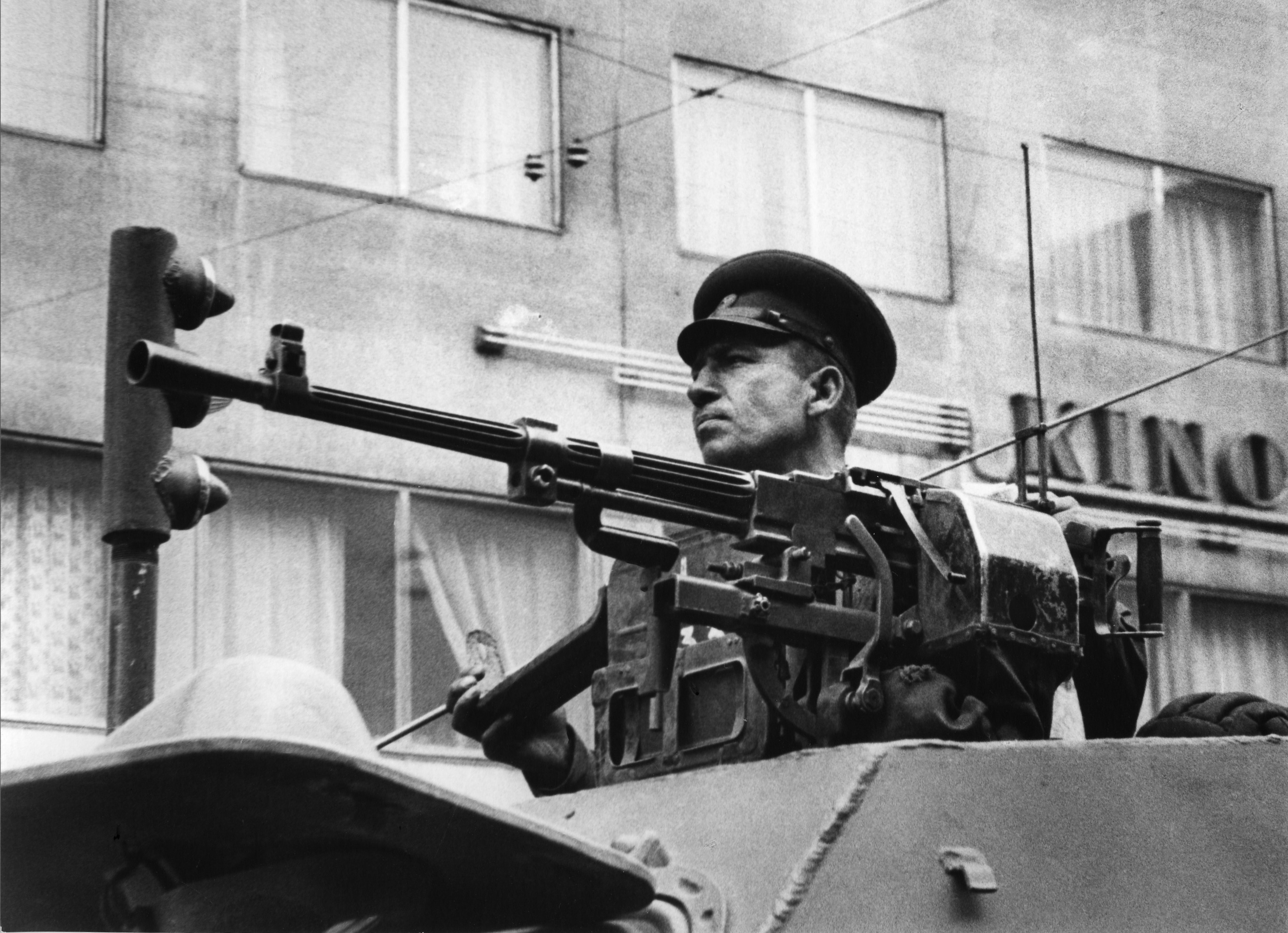
BRDM-1 (na lafetě je kulomet SGMB) během Srpnové invaze '68.

- SSSR, Albánie, Alžírsko, Angola, Benin, Bulharsko, Čad, Československo, Demokratická republika Kongo, Džibuti, Egypt, Guinea, Rovníková Guinea, Etiopie, Irák, Izrael, Jemen, Jugoslávie, Kapverdy, Kuba, Libye, Madagaskar, Malawi, Mali, Mauretánie, Maďarsko, Maroko, Mongolsko, Mosambik, Nikaragua, Peru, Polsko, Rumunsko, Seychely, Somálsko, Středoafrická republika, Súdán, Sýrie, Svatý Tomáš a Princův ostrov, Tanzanie, Uganda, Vietnam, Zambie, Zimbabwe